# Eburneana magna
Eburneana magna is een spinnensoort in de taxonomische indeling van de springspinnen (Salticidae).
Het dier behoort tot het geslacht Eburneana. De wetenschappelijke naam van de soort werd voor het eerst geldig gepubliceerd in 2001 door Wanda Wesołowska & Szüts.